# Флешета

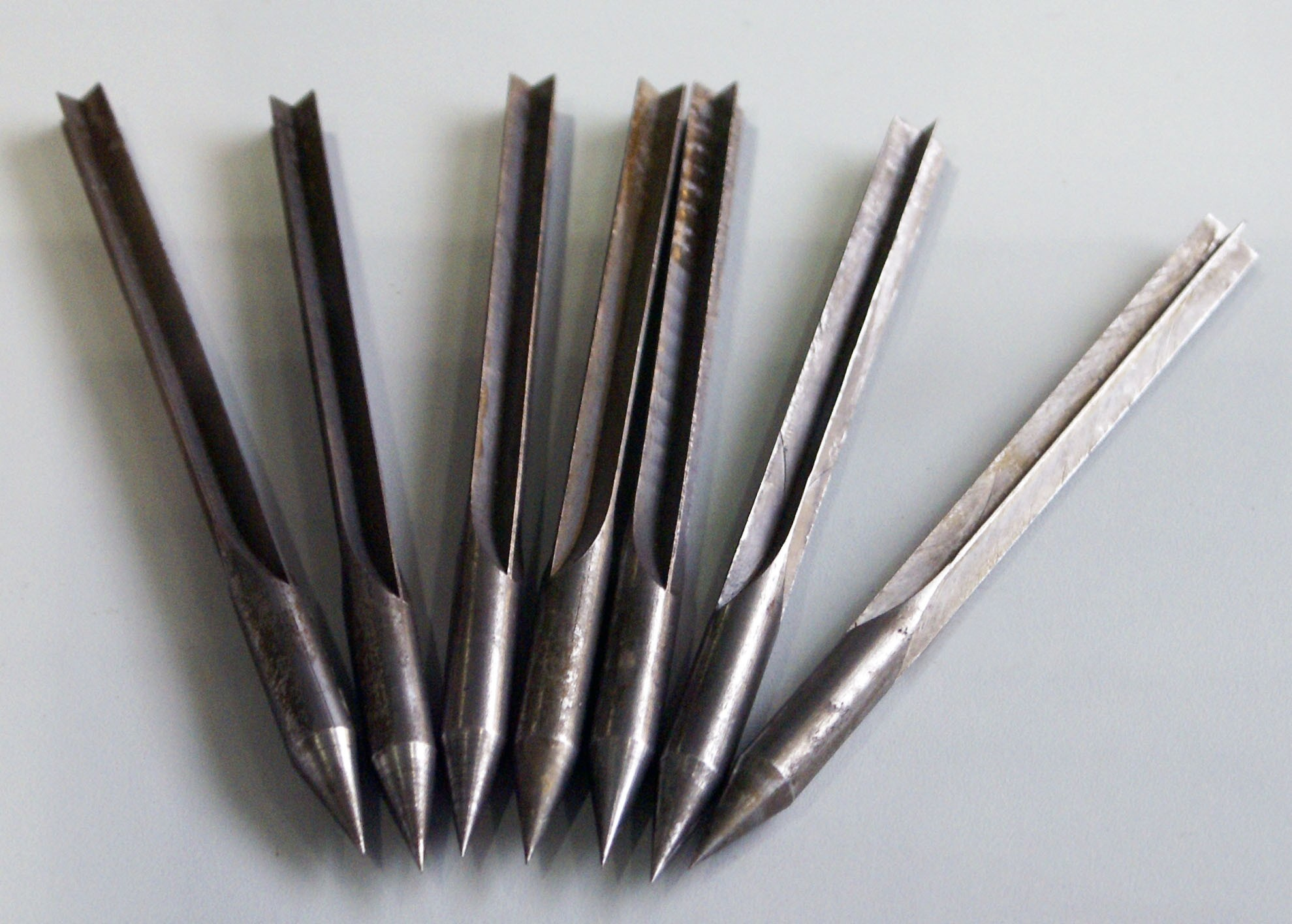
Швейцарські флешети (1915)

Флеше́та (фр. fléchette — «стрілка»), підкаліберна куля — загострений сталевий снаряд з опереним хвостом для стабілізації у польоті.

## Флешети для скидання з літаків

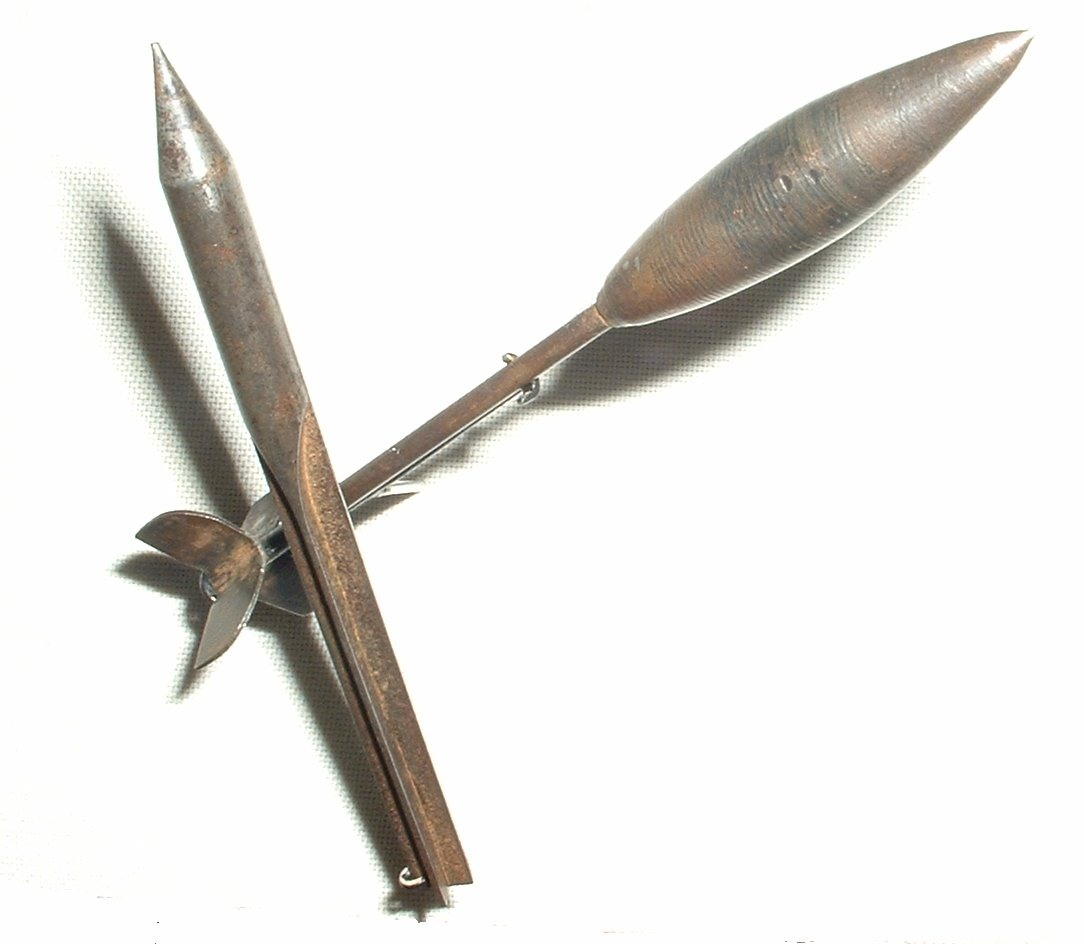
Флешети періоду Першої світової війни, можливо французькі.

Під час Першої світової війни дротики, також відомі як флешети, скидали з літаків для ураження піхоти.
На початку XX століття на озброєнні ряду найбільш передових у військовому відношенні країн з'явилися аероплани. Звичайно, технічні можливості тієї, дуже примітивної за сьогоднішніми мірками авіації були обмежені, однак ідея ураження противника з повітря розбурхувала уми військових. Майже відразу почалася розробка різноманітного озброєння для літаків, причому результати робіт варіювалися від цілком перспективних до сюрреалістичних. До останніх військові чини Франції спочатку зарахували і флешети — нову розробку французьких інженерів, невеликі металеві стрілки, які передбачалося розсипати над скупченнями противника з бриючого польоту. Спочатку розігнана до швидкості літака, що летить і набирає швидкість в процесі падіння, при підльоті до землі стріла набувала б забійну силу.
Тим не менш, у Франції особливого визнання «стрілки» не отримали. Зате новою зброєю зацікавилися кайзерівська Німеччина і Російська імперія, військова розвідка яких сповістила свої генералітети про флешети. У підсумку, до початку Першої світової війни німецькими та російськими військовими інженерами були створені кілька типів флешет, а також куль для скидання з аеропланів. Найбільш вдала конструкція була створена в Німеччині і являла собою металевий стрижень круглого перетину розміром трохи більше олівця. З одного кінця стрижень загострювали, а з іншого в тілі стрижня робили чотири поздовжніх виїмки, що утворювали свого роду оперення. Флешети пачками або розсипом укладали в спеціальні касети, підвішені під фюзеляжем літака. Стріли застосовували при атаці скупчень піхоти або кавалерії з бриючого польоту або пікірування. У потрібний момент касета розкривалася, і флешети пачками сипалися на супротивника. Скинуті з літака стріли біля землі володіли значною пробивною здатністю — зокрема, легко пробивали дерев'яні дошки товщиною до п'ятнадцяти сантиметрів. Крім того, падіння стріл супроводжувалося різким свистом, що діяло на психіку супротивника і лякало його коней. В ході боїв з'ясувалося, що даний вид зброї дуже ефективний проти відкрито розташованих скупчень піхоти і особливо кавалерії.
Цікаво, що на деяких флешетах був напис «Invention francaise, fabrication allemande» (фр. Винайдено у Франції, зроблено в Німеччині) — своєрідний гумор німецьких військових інженерів, що символічно повертали противнику його ж винахід.
Крім німецької армії, у ході бойових дій Першої світової війни флешети епізодично застосовували ВПС Франції, Росії та ряду інших країн.

## Боєприпас для стрілецької зброї

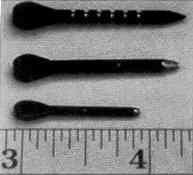
Приклади різних флешетт для стрілецької зброї. (Масштаб у дюймах.)

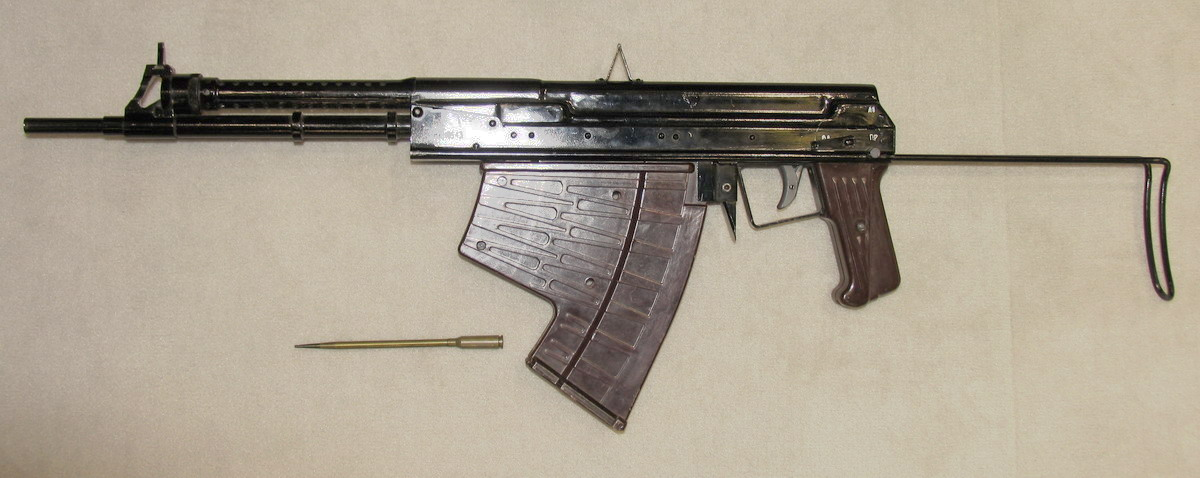
Автомат для підводної стрільби АПС

Виробників стрілецької зброї приваблюють гарні балістичні та бронебійні властивості флешетт. Було зроблено багато спроб використовувати флешетти у стрілецькій зброї.
Роботи в Університеті Джона Гопкінса в 1950-х призвели до розробки Direct Injection Antipersonnel Chemical Biological Agent (DIACBA — Протипіхотний хімічно-біологічний агент прямого вприскування), для ураження ним використовували флешети, які були просвердлені в середині для зберігання агента і дії його через рану. Спочатку використовували агент VX, для чого брали товщий дротик для доставки дози. Потім почали використовувати частки уретанів. Біологічна програма США також мала мікрофлешетти для доставки ботулотоксину A або сакситоксину, M1 Biodart, які нагадували звичайний набій 7,62 мм.
Деякі види підводної зброї також використовують флешети.
Під час В'єтнамської війни США замовили бойові дробовики 12-го калібру, які стріляли спеціальними набоями з 20 флешетт на набій. У СРСР було розроблено автомат AO-27, а також автомат для підводної стрільби. Інші країни також мають власні боєприпаси-флешетти.
Велика кількість прототипів зброї яка стріляє флешеттами, була розроблена в рамках проєкта Special Purpose Individual Weapon (SPIW — «Індивідуальна зброя спеціального призначення»). Деяка зброя була використана у проєкті Advanced Combat Rifle.

## Використання у артилерії
Маленькі флешетти використовували у спеціальних артилерійських снарядах які мали назву «вулик» (така назва пов'язана зі звуком, який видавали у польоті на надзвуковій швидкості тисячі флешетт) і були призначені для використання на пряму — снаряд вистрілювався і детонував завдяки годинниковому детонатору, при цьому флешетти розсіювалися конусом. Їх використовували під час В'єтнамської війни батареї 105 мм гаубиць та танки (90 мм гармати) для захисту від масованих атак піхоти. Були також набої для безвідкатної гармати M40, яку інколи використовувала американська піхота.
Важка артилерія, 155 мм гаубиці, 8-дюймові гаубиці та 175 мм гармати не мали таких снарядів.
Пускові установки 70 мм ракет Гідра 70 (типу НУРС), які зараз знаходяться на озброєнні збройних сил США можуть заряджатися протипіхотними боєголовками (APERS) які містять 96 флешетт. Вони встановлені на ударні гелікоптери AH-64 Apache та AH-1 Cobra.

## Бойове застосування

### Арабо-ізраїльський конфлікт
Збройні сили Ізраїлю звинувачують у використанні 105 та 120 мм снарядів з флешеттами під час окупації південного Лівану, а потім під час вторгнення у 2009 та 2014 у Сектор Газа. ЗС Ізраїлю критикували за використання танкових снарядів з флешеттами у міських кварталах.
У 2008, флешетта з ізраїльського танка влучила у оператори Reuters Фаделя Шана, крім нього загинуло ще двоє цивільних.
Під час вторгнення у 2014 у Сектор Газа, чисельні групи з захисту прав людини фіксували використання ЗС Ізраїлю боєприпасів з флешеттами, що суперечило світовим законам захисту прав людини, через неточність флешетт. Згідно з Палестинським центром прав людини, ізраїльські танки вистрілили шість протипіхотних снарядів у місті Хуза'а 17 липня, у результаті було поранено одну палестинку.

### Російсько-українська війна

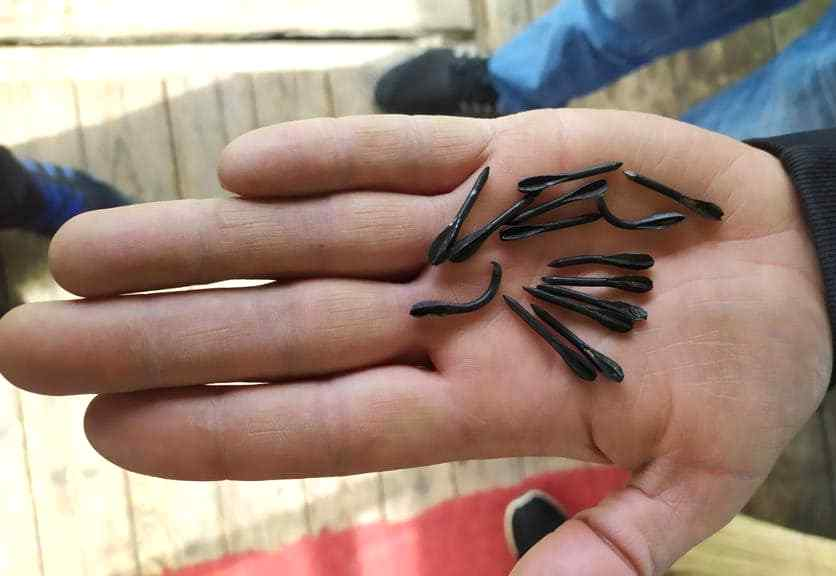
Флешети, знайдені в Сумській області після російського обстрілу 30 травня 2022 року

Після звільнення від російських окупантів населених пунктів Київщини було знайдено понад тисячу тіл вбитих цивільних громадян. Залучені до розслідування злочинів паталогоанатоми та судові медичні експерти знайшли в багатьох тілах убитих людей рештки флешет. За їхніми словами, більшість таких тіл знайшли в братських могилах у Бучі та Ірпені.
Експерт зі зброї Ніл Ґібсон припустив, що росіяни застосували боєприпаси 3Ш1 (три-Ш-один) калібру 122 мм.
Після того, як російських загарбників було викинуто за межі державного кордону в Сумській області, вони продовжили обстріли українських населених пунктів. Так, наприклад, вранці 30 травня 2022 року росіяни тричі обстріляли Шосткинський район з території села Тьоткіно. Під час одного з обстрілів застосували снаряди з флешетами, пошкоджено будинки та майно мирних мешканців.